# Pixy (ブランド)
Pixy（ピクシー）は、株式会社スロアストンが運営する、2006年に始動したアダルトアニメのブランド。
本稿では、2012年に始動した関連レーベルの ZIZ（ジズ）も併せて解説を行う。

## 概要
同系列であるアダルトゲームブランド「リリス」の原作とするロープライスのOVA作品を製作し、ダウンロード販売とパッケージ販売を行っている。リリースされる順序としては、ダウンロード版の発売が先行し、一定期間たった後にパッケージ版が発売されているが、同時発売となる場合もある。
派生レーベルとして、2009年にリリースされた「PIXY SPECIAL」や、2010年にリリースされた「PIXY コアマガジン」（コアマガジンとの共同企画）などがあるが、これらのレーベルはいずれも1作品のみとなっている。2012年には新たに「ZIZ」を立ち上げており、アニメ化作品の他に実写化作品（企画物アダルトビデオ）も取り扱っている。

## PIXY系レーベル作品一覧

### Pixy
- 姉☆孕みっくす（全4話）
- 戦乙女スヴィア（全4話）
- 宇宙海賊サラ（全4話）
- エルフ姫ニィーナ（全3話）
- 彷徨う淫らなルナティクス（全2話）
- シオン（全4話）
- 装甲騎女イリス（全4話）
- 対魔忍アサギ（全4話）
- Tentacle and Witches（全4話）
- 特務捜査官レイ&風子（全4話）
- 奴隷メイドプリンセス（全4話）
- 孕ませて青龍君!（全2話）
- 姫騎士リリア（全6話）
- 魔界騎士イングリッド（全4話）
- 魔法少女イスカ（全3話）
- りんかん倶楽部（全4話）
- レイZERO（全2話）

### PIXY SPECIAL
- 監獄戦艦（全4話）

### PIXY コアマガジン
- Newmanoid CAM 〜キャム＝キャスティン〜（全1話） - 成年コミック『Newmanoid CAM』（著者：うろたん）のアニメ化作品。

## ZIZ系レーベル作品一覧

### ZIZ (アニメ)
- 鋼鉄の魔女アンネローゼ（全4話）
- 対魔忍ユキカゼ（既出1話）※2013年11月29日時点
- ボクの弥生さん（2015年2月27日発売） - 成年コミック『ボクの弥生さん』（著者：月野定規）のアニメ化作品。
- 熟女志願〜KINBAKU〜（2017年9月29日発売）- 全1話

ZIZの初オリジナルアニメ作品。

### ZIZ (実写)
※以下のリストは発売時期昇順。
- 実写版 対魔忍ユキカゼ[4]（2013年11月29日発売）
  - 出演：夏目優希、さとう遥希、椎名ゆな。
- 実写版 監獄戦艦[4]（2014年1月31日発売）
  - 出演：小早川怜子、春原未来。
- 実写版 対魔忍アサギ 〜淫謀の東京キングダム〜[4]（2014年5月30日発売）
  - 出演：波多野結衣、乙葉ななせ、澤村レイコ、阿部乃みく。
- 実写版 対魔忍ムラサキ[4]（2014年7月25日発売）
  - 出演：上原亜衣、有村千佳、桜井あゆ。
- 実写版 りんかん倶楽部・前編[4]（2014年12月26日発売）
  - 出演：大槻ひびき、蓮実クレア、湊莉久、枢木みかん。
- 実写版 堕ちる人妻[4]（2014年12月26日発売）
  - 出演：川上ゆう、神波多一花、羽月希。
- 実写版 りんかん倶楽部・後編[4]（PK版：2015年1月30日発売 / DL版：2015年2月4日発売）
  - 出演：大槻ひびき、蓮実クレア、桜井あゆ、初美沙希、芹沢つむぎ。
- 実写版 俺と冴子さんと寝取られメール[4]（2015年3月27日発売）
  - 出演：本田莉子、佳苗るか、森ななこ。
- 実写版 孕ませて青龍君! 〜仁義なき女の闘い〜[4]（2015年5月1日発売予定）
  - 出演：春原未来 みづなれい 川村まや。
- 実写版 対魔忍ユキカゼ コスプレイメージビデオのつもりがAVになっちゃいました!![4]（2015年5月1日発売予定）
  - 出演：大槻ひびき、蓮実クレア。